# Ningling
Ningling är ett härad som lyder under Shangqius stad på prefekturnivå i Henan-provinsen i norra Kina.